# Tcherakdar (Kelbajar)
Tcherakdar (en azéri : Çərəktar) ou Charektar (en arménien : Չարեքտար) est un village situé dans le raïon d'Aghdara en Azerbaïdjan.

## Géographie
Le village est situé le long du Tartar, dans une zone de contreforts montagneux, à environ 35 km à l'est de Kelbadjar.

## Histoire
Tcherakdar signifie « locataire », car il semble que les terres agricoles étaient autrefois louées par les agriculteurs. 
Situé dans l'oblast autonome du Haut-Karabagh à l'époque soviétique, le village passe sous contrôle arménien lors de la première guerre du Haut-Karabagh et est administré dans le cadre de la région de Chahoumian au sein de la république du Haut-Karabagh. 
Le 25 novembre 2020, à l'issue de la seconde guerre du Haut-Karabagh, la ville demeure dans le territoire contrôlé par le Haut-Karabagh, sous la protection des forces d'interpositions russes.
À la suite de l'offensive éclair des forces armées azerbaïdjanaises les 19 et 20 septembre 2023, le village repasse sous le contrôle de l'Azerbaïdjan, au sein du raïon de Kelbadjar, comme l'ensemble du Haut-Karabagh, entraînant l'exode de ses habitants vers l'Arménie.
Le 5 décembre 2023, le village est intégré au raïon d'Aghdara, institué à cette date.

## Démographie
La population s'élevait à 159 habitants en 2005 et à 262 habitants en 2015.

## Culture et patrimoine

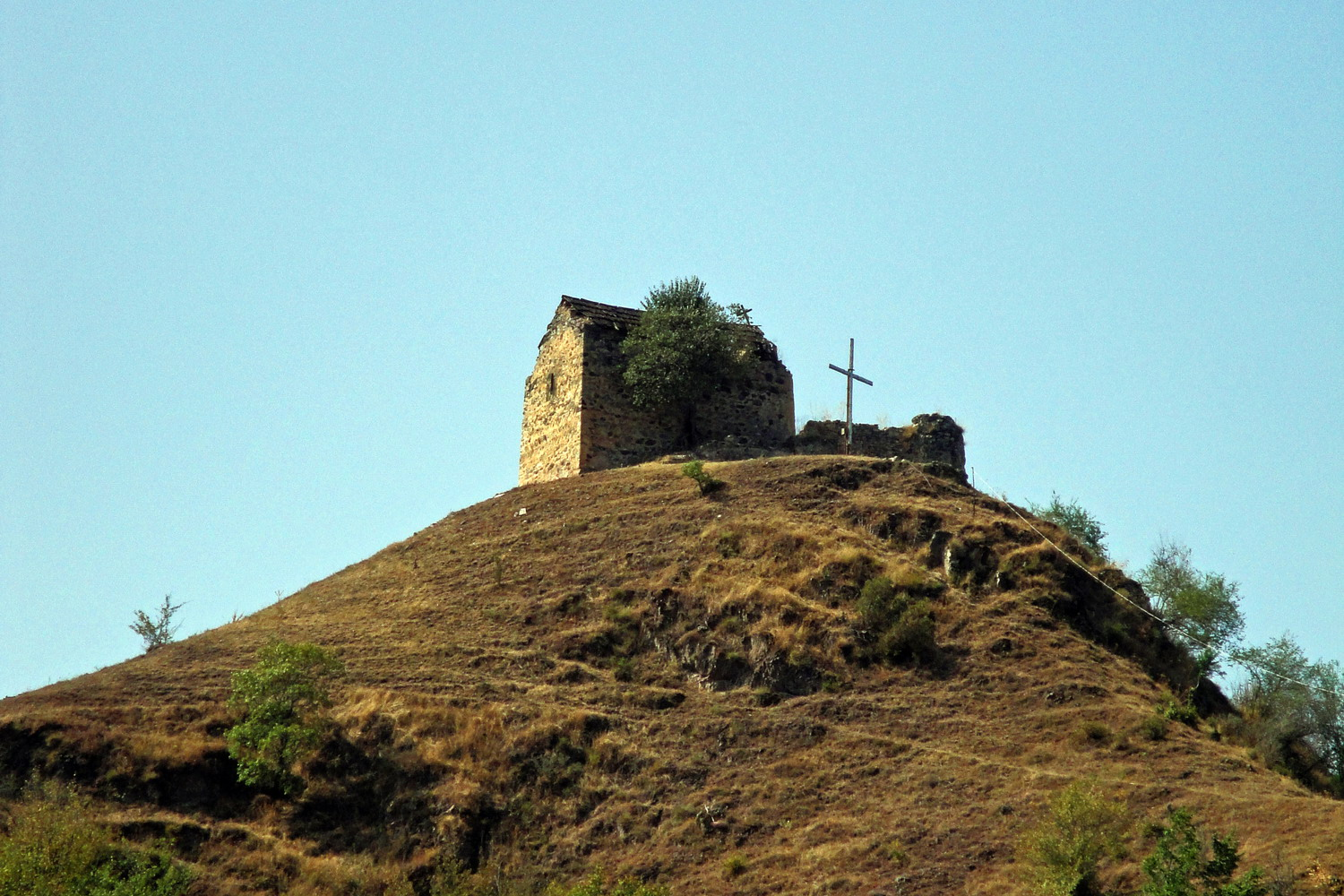
Monastère de Charektar.

Les vestiges d'un monastère datant des XIIe et XIIIe siècles s'élèvent sur une colline dominant la rive droite du Tartar.